# عثمانیه (فرقه)
عثمانیه اصطلاحی است برای مذهب کسانی که در دوران خلافت علی و عثمان در مقابل تشیع قرار داشتند و اصطلاحاً شیعه نبودند. در تحولات دوران خلافت علی بن ابی طالب، گروه شیعه او بودند و به تدریج با عنوان شیعه یا الشیعه نامیده شدند. برابر آن گروهی پیرو (شیعه) عثمان بودند و با نام عثمانی یا عثمانیه شهرت یافتند. به همین دلیل نام مذهبی که در برابر تشیع قرار گرفت عثمانیه شد. 

## نظرات شیعه و سنی
از منظر اهل سنت به قول ابن حجر عسقلانی، عثمانیه کسانی هستند که در محبت عثمان غلو کرده و برای علی بن ابی طالب نقص قائلند.
از نظر شیعه دوازده امامی عثمانیه کسانی هستند که با خلافت علی بن ابی طالب مخالف بوده و عثمان و قتل عثمان را بهانه قرار داده به کارشکنی در دولت او پرداخته و موجبات جنگ‌های جمل و صفین را فراهم آوردند. 
گفته شده است که خلیفهٔ برحقّ بعد از عثمان از دید آنان معاویه بوده و دلیل آن را خویشاوندی معاویه با عثمان و اولویت او به‌عنوان ولی‌ِّ دَمِ عثمان برمی‌شمرده‌اند؛ و نیز گفته شده است که عثمانیه اهل دشمنی سیاسی، نظامی و علمی با امام اول شیعیان علی و اهل‌بیت پیامبر اسلام بوده‌اند.

## مذاهب دیگر عثمانیه
- ابن مرتضی در المنیة و الأمل، عثمانیه را از فرقه غیر مشهوره سجستان دانسته است.[۵]
- مقدس اردبیلی و میرزا حبیب الله خویی نیز به عثمانیه‌ای اشاره می کنند که از صوفیه هستند. [۶]